# Marcel Nguyen
 (janvier 2012).
Si vous disposez d'ouvrages ou d'articles de référence ou si vous connaissez des sites web de qualité traitant du thème abordé ici, merci de compléter l'article en donnant les références utiles à sa vérifiabilité et en les liant à la section « Notes et références ».
Marcel Van Minh Phuc Long Nguyen, né le 8 septembre 1987 à Munich est un gymnaste allemand, de père vietnamien et de mère allemande.

## Palmarès

### Jeux olympiques
- Rio de Janeiro 2016
  - 7e au concours par équipes.

- Londres 2012
  - 7e au concours par équipes.
  -  médaille d'argent au concours général individuel.
  -  médaille d'argent aux barres parallèles.
  - 8e au sol.

- Pékin 2008
  - 4e au concours par équipes.

### Championnats du monde
- Stuttgart 2007
  -  médaille de bronze au concours par équipes

### Championnats d'Europe
- Berne 2016
  -  médaille de bronze aux barres parallèles

- Montpellier 2012
  -  médaille d'or aux barres parallèles
  - 6e au concours par équipes
  - 6e aux anneaux

- Berlin 2011
  -  médaille d'or aux barres parallèles
  -  médaille de bronze à la barre fixe

- Birmingham 2010
  -  médaille d'or au concours par équipes
  -  médaille de bronze au sol

- Lausanne 2008
  -  médaille d'argent au concours par équipes